# ژول فری
ژول فرانسوا کامیل فری (به فرانسوی: Jules François Camille Ferry) ‏ (زاده ۵ آوریل ۱۸۳۲ - درگذشته ۱۷ مارس ۱۸۹۳) دولتمرد و جمهوری‌خواه فرانسوی و از توسعه‌دهندگان لائیسیته و حامیان استعمارگری بود.
دو کار مهم به ژول فری نسبت داده شده‌است. یکی مدیریت غیرمذهبی آموزش و پرورش عمومی و دیگری بازآغاز توسعه کولونی‌های فرانسه.